# Paris-Roubaix 1935
Paris-Roubaix din 1935 a fost a 36-a ediție a Paris-Roubaix, o cursă clasică de ciclism de o zi din Franța. Evenimentul a avut loc pe 21 aprilie 1935 și s-a desfășurat pe o distanță de 262 de kilometri de la Paris până la velodromul din Roubaix. Câștigătorul a fost Gaston Rebry din Belgia.

## Rezultate
| Loc | Ciclist                  | Timp       |
| --- | ------------------------ | ---------- |
| 1   | Gaston Rebry (BEL)       | 6h 40' 57" |
| 2   | André Leducq (FRA)       | +2' 24"    |
| 3   | Jean Aerts (BEL)         | +4' 44"    |
| 4   | René Vietto (FRA)        | +4' 58"    |
| 5   | Frans Bonduel (BEL)      | +4' 58"    |
| 6   | Maurice Krauss (FRA)     | +4' 58"    |
| 7   | Omer Taverne (BEL)       | +5' 08"    |
| 8   | Maurice Archambaud (FRA) | +6' 30"    |
| 9   | Antoine Dignef (BEL)     | +6' 39"    |
| 10  | Adrien Buttafocchi (FRA) | +8' 20"    |